# Egara

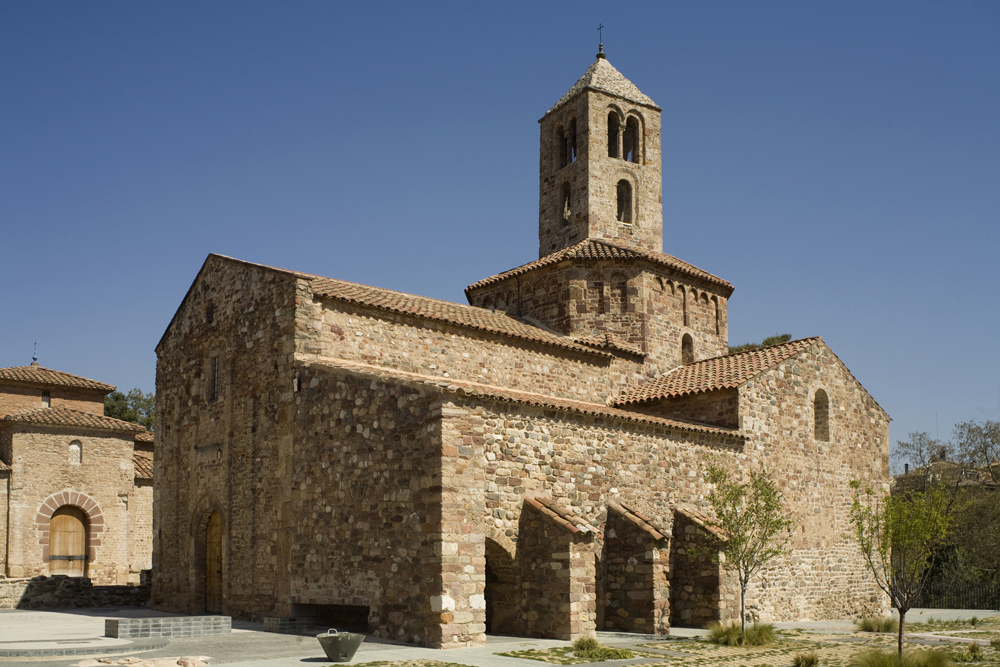
Dawna katedra diecezjalna w Sant Pere

Egara (łac. Dioecesis Egarensis) – stolica historycznej diecezji w Hiszpanii, w Katalonii, sufragania metropolii Tarragona. 
Diecezja Egara została erygowana w połowie V wieku, a skasowana w VIII wieku. Współczesna miejscowość Sant Pere w gminie Terrassa. 
Obecnie katolickie biskupstwo tytularne ustanowione przez Pawła VI w 1969.

## Biskupi tytularni
| Lp. | Biskup                           | Funkcja                                       | Od               | Do              |
| --- | -------------------------------- | --------------------------------------------- | ---------------- | --------------- |
| 1   | Justo Goizueta Gridilla          | biskup-prałat Madera (Meksyk)                 | 14 stycznia 1970 | 15 lutego 1978  |
| 2   | Juan Francisco Sarasti Jaramillo | biskup pomocniczy Cali (Kolumbia)             | 8 marca 1978     | 23 grudnia 1983 |
| 3   | Paulius Baltakis                 | wizytator apostolski dla emigracji litewskiej | 1 czerwca 1984   | 17 maja 2019    |
| 4   | Luis Romero Fernández            | biskup pomocniczy Rockville Centre (USA)      | 3 marca 2020     |                 |